# 法克瑟市镇
法克瑟市镇（丹麥語：Faxe Kommune）是丹麥的一個市镇，位於西蘭島東南部，臨法克瑟灣，屬西蘭大區。面積1,278平方公里，2009年人口40,216人。行政中心为海斯萊烏。
2007年1月1日由原法克瑟和海斯萊烏、倫訥澤兩個市镇合併而成。